# Glavni niz
Glavni niz je područje u Hertzsprung-Russellovom dijagramu koje je ucrtano u dijagramsku crtu od desno dolje (crvene i relativno hladne zvijezde) do lijevo gore (plave i relativno vruće zvijezde). Hertzsprung-Russelov dijagram:
Na ovom dijagramu ucrtano je 22.000 zvijezda iz Hipparchosova kataloga i oko 1000 zvijezda iz Glieseova kataloga obližnjih zvijezda. Najuočljivija pojava na dijagramu je takozvana vodoravna pruga na kojoj se nalaze zvijezde glavnog niza. U donjem lijevom dijelu nalaze se bijeli patuljci, a u gornjem desnom dijelu zvijezde divovi i superdivovi. Sunce se nalazi na glavnom nizu sa sjajem 1 i temperaturom od 5780 K.
Zvijezde glavnog niza su zvijezde spektralna razreda V, takozvani patuljci. Sunce se u dijagramu nalazi praktično u sredini.
Niz se lako prepoznaje, jer su u njemu zvijezde koje trenutačno fuzioniraju vodik, a u tome se stanju zvijezde provedu jako dugo vremena. Zbog fuzije vodika u helij, mijenja se kemijski sastav zvijezde i stoga tijekom vremena mijenja boju i jakost svjetla, zbog čega se zvijezda u glavnom nizu pomiče prema gornjem lijevom kutu.  